# 李祥红
李祥红（1963年—），湖南江华人，瑶族，中共党员，中华人民共和国政治人物。第十一届全国人民代表大会湖南地区代表。
毕业于湖南省委党校经济学专业。历任江华瑶族自治县党委办副主任，县政府办主任、副县长、常务副县长、县委副书记、县长，中共永州市委副秘书长。2008年至2013年担任全国人大代表。2013年任涔天河工程建设投资有限责任公司董事长、总经理。现为中共永州市委党史研究室主任。